# Cantonul Aix-les-Bains-Sud
Cantonul Aix-les-Bains-Sud este un canton din arondismentul Chambéry, departamentul Savoie, regiunea Rhône-Alpes, Franța.

## Comune
- Aix-les-Bains (parțial)
- Drumettaz-Clarafond (reședință)
- Méry
- Mouxy
- Tresserve
- Viviers-du-Lac
- Voglans